# انتخابات سنای جمهوری چک (۲۰۲۰)

نقشه مناطق جداگانه سنا، بر اساس حزبی که برای آن کاندید شده‌اند.

انتخابات سنای جمهوری چک (انگلیسی: 2020 Czech Senate election) در تاریخ سوم اکتبر ۲۰۲۰ همزمان با انتخابات منطقه‌ای برگزار شد.

## نظام انتخاباتی
یک سوم از همهٔ ۸۱ کرسی سنای جمهوری چک هر دو سال یک بار به انتخابات گذاشته می‌شود؛ لذا سناتورها شاهد دوره‌های شش ساله هستند. انتخابات سنا در حوزه‌های انتخابیه تک‌نماینده با روش دومرحله‌ای انجام می‌شود.

### ترکیب کرسی‌های مورد اختلاف قبل از انتخابات[۲]
| اسم | اسم                          | ایدئولوژی       | رهبر                       | کرسی     |
| --- | ---------------------------- | --------------- | -------------------------- | -------- |
|     | حزب سوسیال دموکرات جمهوری چک | سوسیال دموکراسی | یان هاما چک                | ۱۰ از ۲۷ |
|     | KDU-ČSL                      | دموکرات مسیحی   | ماریان یورچکا              | ۶ از ۲۷  |
|     | ANO ۲۰۱۱                     | عوام‌گرایی       | آندری بابیچ                | ۳ از ۲۷  |
|     | حزب دموکرات مدنی جمهوری چک   | محافظه‌کار       | پتر فیالا                  | ۲ از ۲۷  |
|     | Senator ۲۱                   | لیبرالیسم       | واکلاو لاسکا               | ۲ از ۲۷  |
|     | حزب محافظه کار جمهوری چک     | محافظه‌کار       | پتر بایر                   | ۱ از ۲۷  |
|     | شهردار منطقه آزاد            | اقلیم‌گرایی      | مارتین پوتا                | ۱ از ۲۷  |
|     | حزب سبز جمهوری چک            | سیاست‌های سبز    | مایکل برگ و ماگدالنا دیویس | ۱ از ۲۷  |
|     | شهرداران و افراد مستقل       | بوم‌گرا          | ویت راکوسان                | ۱ از ۲۷  |

## ناحیه
انتخابات در ۲۷ ناحیه برگزار می‌شود:
- ۳ – چپ
- ۶ – لونی
- ۹ – پلژن سیتی
- ۱۲ – استراکونیچ
- ۱۵ – پلریموف
- ۱۸ – پریبرام
- ۲۱ – پراگ۵
- ۲۴ – پراگ۹
- ۲۷ – پراگ۱
- ۳۰ – کلادنو
- ۳۳ – دچین
- ۳۶ – سسکا لیپا
- ۳۹ – تروتنوف
- ۴۲ – کولین
- ۴۵ – هرادک کرالوف
- ۴۸ – پیچنوف ناد کنزنو
- ۵۱ – زدار ناد سازاوو
- ۵۴ – زنویمو
- ۵۷ – ویسکوف
- ۶۰ – برنو سیتی
- ۶۳ – پریروف
- ۶۶ – اولوموک
- ۶۹ – فریدیک-میستک
- ۷۲ – اوستراوا سیتی
- ۷۵ – کاروینا
- ۷۸ – زلین
- ۸۱ – اوهر